# 安吉拉捲
安吉拉捲（Enchilada /ˌɛntʃɪˈlɑːdə/, 西班牙語：[entʃiˈlaða]）或稱辣肉餡捲餅，為一種墨西哥食品。基本上是墨西哥玉米餅(corn tortilla) 捲上鹹的餡料，上頭淋上辣椒醬，再用配料（可為西生菜、起司、肉、海鮮、馬鈴薯等）點綴。